# Act Prohibiting Importation of Slaves
Lire en ligne

https://avalon.law.yale.edu/19th_century/sl004.asp

L'Act Prohibiting Importation of Slaves est une loi du Congrès des États-Unis, lors de sa neuvième session, promulguée le 2 mars 1807 sous Thomas Jefferson qui interdit la traite négrière à partir du 1er janvier 1808, loi assortie de sanctions financières pour quiconque braverait l'interdit (amendes allant de 800 $ à 20 000 $ de l'époque).
Malgré cela des planteurs, des armateurs, et des marchands d'esclaves ont continué à maintenir un marché souterrain de la vente d'esclaves. Mais si l'importation d'esclaves est devenue illégale, les transactions d'achats et de ventes des esclaves sont autorisées et seront maintenues à l'intérieur des États-Unis jusqu'à l'adoption par le Congrès le 6 décembre 1865 du Treizième amendement de la Constitution abolissant l'esclavage.

## Histoire
L'influence des Quakers est décisive , ils sont les premiers à militer de façon organisée contre l'esclavage aux États-Unis, ils créent la première société antiesclavagiste du monde la Pennsylvania Abolition Society à Philadelphie le 14 avril 1775,. Cette première société fera des émules comme la New York Manumission Society fondée en 1785,, d'autres société semblables voient le jour dans tous les états du Massachusetts jusqu'en Virginie. En 1777, le Vermont est le premier état à abolir l'esclavage, suivi en 1781 par le Massachusetts. En 1783, le Maryland interdit la vente et l'importation des esclaves. 
Malgré le poids de Benjamin Franklin devenu président de la Pennsylvania Abolition Society et celui de toutes autres sociétés abolitionnistes qui ont présenté un mémoire au Congrès pour l'abolition de l'esclavage, la Constitution des États-Unis, sous la pression des riches propriétaires de plantations, reconnaîtra de façon implicite le droit à posséder des esclaves moyennant une taxe. Les sociétés abolitionnistes et les Afro-Américains  libres vont régulièrement faire du lobbying pour abolir l’esclavage.
Le 20 juillet 2017, Sean Hannity, l'animateur de la Fox News, reprend des arguments des esclavagistes opposés à l'Act Prohibiting Importation of Slaves, en disant que cette loi a rendu plus dure la condition des esclaves [sic] et que cette loi signa le début du déclin de l'Amérique [sic].

## Pour approfondir

#### Essais
- (en-US) Rodney D. Coates, Annual Editions: African American History 00/01, McGraw-Hill/Dushkin, 1999, 231 p. (ISBN 978-0072333725, lire en ligne),
- (en-US) John Hope Franklin & Alfred A. Moss, From slavery to freedom : a history of African Americans, McGraw-Hill, 2000, 436 p. (ISBN 9780072393613, lire en ligne),

#### Articles
- (en-US) Walter C. Clephane, « The Local Aspect of Slavery in the District of Columbia », Records of the Columbia Historical Society, Washington, D.C, vol. 3,‎ 1900, p. 224-256 (33 pages) (lire en ligne ),
- (en-US) Joe G. Taylor, « The Foreign Slave Trade in Louisiana after 1808 », Louisiana History: The Journal of the Louisiana Historical Association, vol. 1, no 1,‎ 1960, p. 36-43 (8 pages) (lire en ligne ),
- (en-US) Frances J. Stafford, « Illegal Importations: Enforcement of the Slave Trade Laws along the Florida Coast, 1810-1828 », The Florida Historical Quarterly, vol. 46, no 2,‎ octobre 1967, p. 124-133 (10 pages) (lire en ligne ),
- (en-US) Walter Berns, « The Constitution and the Migration of Slaves », The Yale Law Journal, vol. 78, no 2,‎ décembre 1968, p. 198-228 (31 pages) (lire en ligne ),
- (en-US) William Cohen, « Thomas Jefferson and the Problem of Slavery », The Journal of American History, vol. 56, no 3,‎ décembre 1969, p. 503-526 (24 pages) (lire en ligne ),
- (en-US) Gary M. Anderson, Charles K. Rowley & Robert D. Tollison, « Rent Seeking and the Restriction of Human Exchange », The Journal of Legal Studies, vol. 17, no 1,‎ janvier 1988, p. 83-100 (18 pages) (lire en ligne ),
- (en-US) David Brion Davis, « The Significance of Excluding Slavery from the Old Northwest in 1787 », Indiana Magazine of History, vol. 84, no 1,‎ mars 1988, p. 75-89 (15 pages) (lire en ligne ),
- (en-US) Matthew E. Mason, « Slavery Overshadowed: Congress Debates Prohibiting the Atlantic Slave Trade to the United States, 1806-1807 », Journal of the Early Republic, vol. 20, no 1,‎ 2000, p. 59-81 (23 pages) (lire en ligne ),
- (en-US) David L. Lightner, « The Founders and the Interstate Slave Trade », Journal of the Early Republic, vol. 22, no 1,‎ 2002, p. 25-51 (27 pages) (lire en ligne ),
- (en-US) Paul Finkelman, « Suppressing American Slave Traders in the 1790s », OAH Magazine of History, vol. 18, no 3,‎ avril 2004, p. 51-55 (5 pages) (lire en ligne ),